# Ian Krol
Ian Krol (né le 9 mai 1991 à Hinsdale, Illinois, États-Unis) est un lanceur de relève gaucher de la Ligue majeure de baseball.

## Carrière
Ian Krol est un choix de septième ronde des Athletics d'Oakland en 2009. Comme lanceur partant dans les ligues mineures, il est élu en 2010 lanceur de l'année dans le réseau de clubs-écoles des Athletics[réf. souhaitée].

### Nationals de Washington
En mars 2013, les Athletics transfèrent Krol aux Nationals de Washington pour compléter une transaction à trois équipes effectuée en janvier de la même année et dans laquelle Michael Morse était passé des Nationals à l'autre équipe impliquée dans l'échange, les Mariners de Seattle.
Krol fait ses débuts dans le baseball majeur comme lanceur de relève pour les Nationals le 5 juin 2013. En 32 matchs en relève en 2013, il lance 27 manches et un tiers, remporte deux victoires contre une défaite et maintient une moyenne de points mérités de 3,95.

### Tigers de Détroit
Le 2 décembre 2013, les Nationals échangent Ian Krol, le lanceur gaucher Robbie Ray et le joueur de deuxième but Steve Lombardozzi aux Tigers de Détroit contre le lanceur partant droitier Doug Fister.
Krol lance 78 fois au total pour les Tigers en 2014 et 2015. Sa moyenne de points mérités pour Détroit s'élève à 5,34 en 60 manches et deux tiers lancées, avec deux victoires, trois défaites et un sauvetage.

### Braves d'Atlanta
Le 20 novembre 2015, avec le lanceur gaucher des ligues mineures Gabe Speier, Ian Krol est échangé de Détroit aux Braves d'Atlanta contre le voltigeur Cameron Maybin.